# ساربیتون
latitudeساربیتونlongitudeساربیتون
ساربیتون (به انگلیسی: Surbiton) یک منطقهٔ مسکونی در بریتانیا است که در منطقه سلطنتی کینگستون آپون تیمز واقع شده‌است.

## نگارخانه

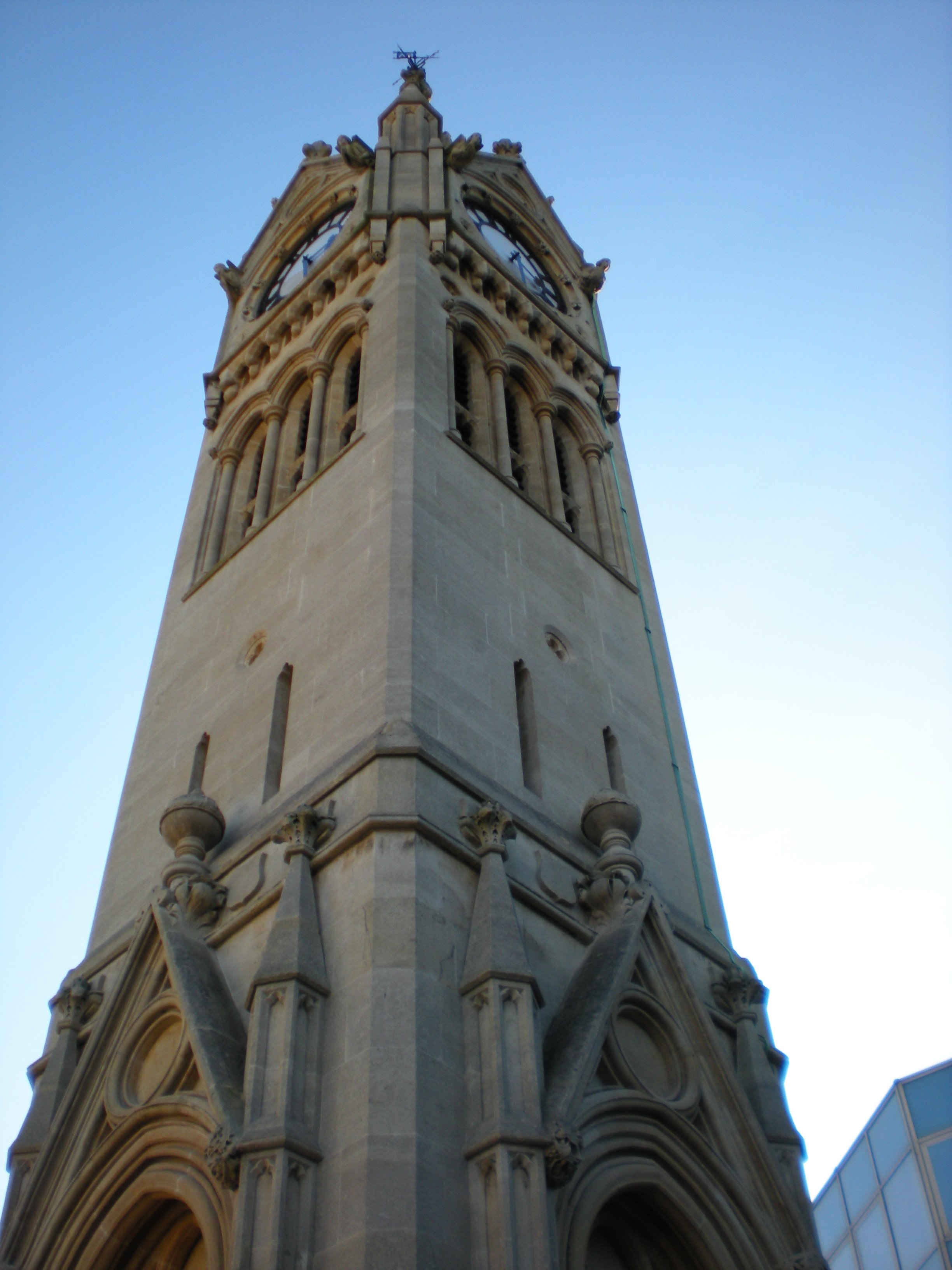
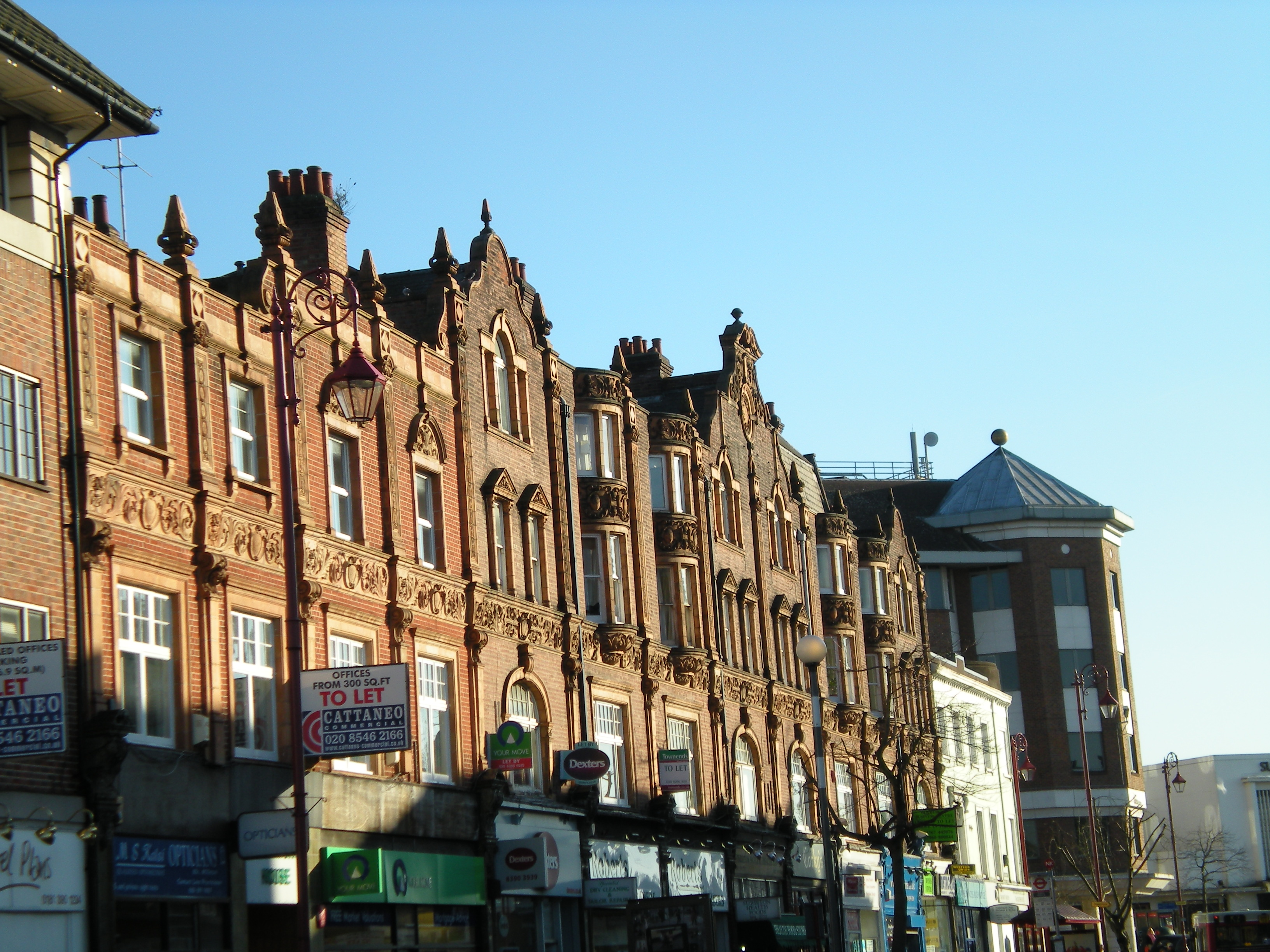
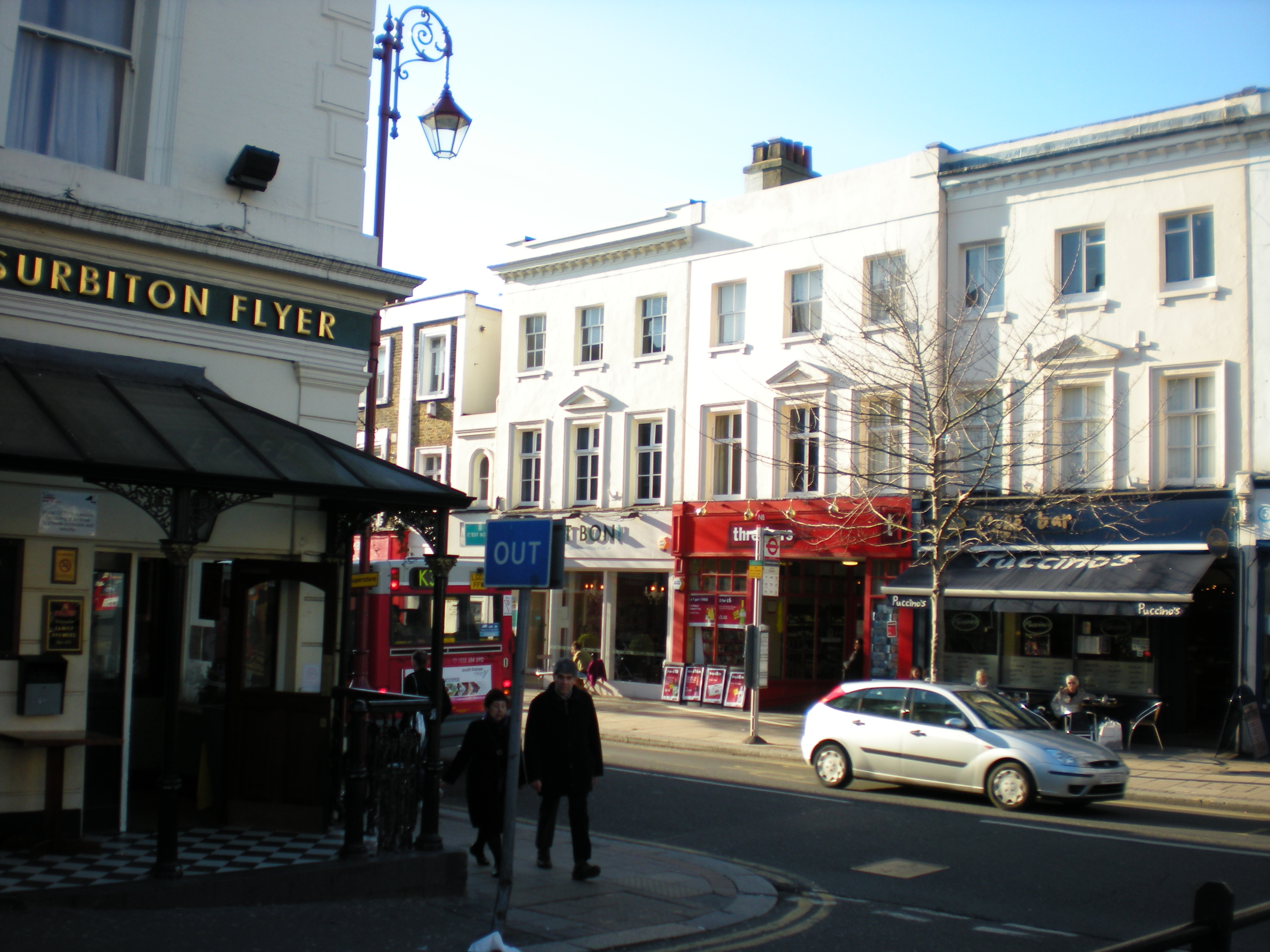
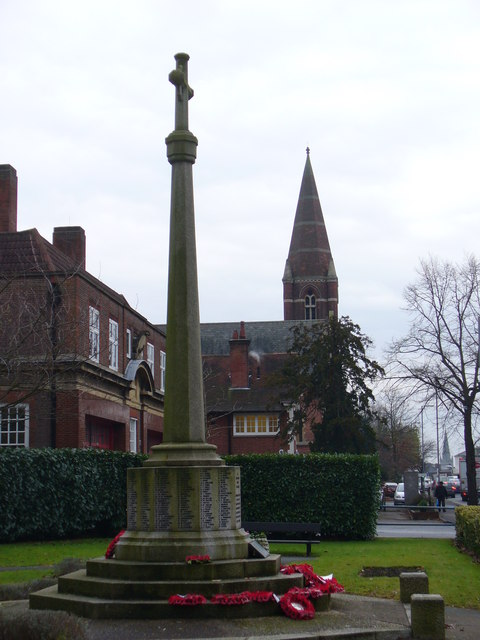
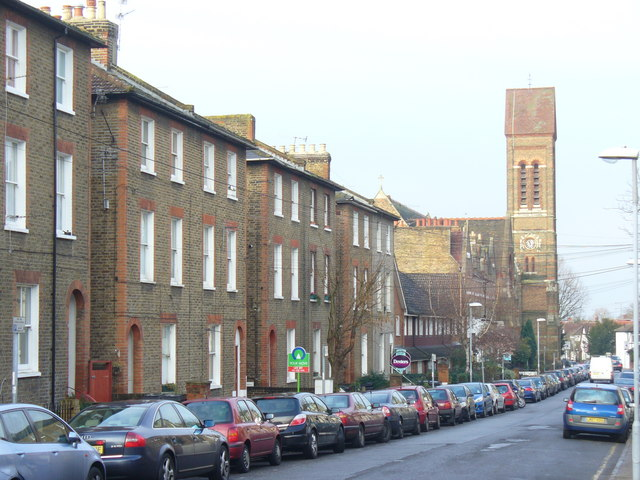
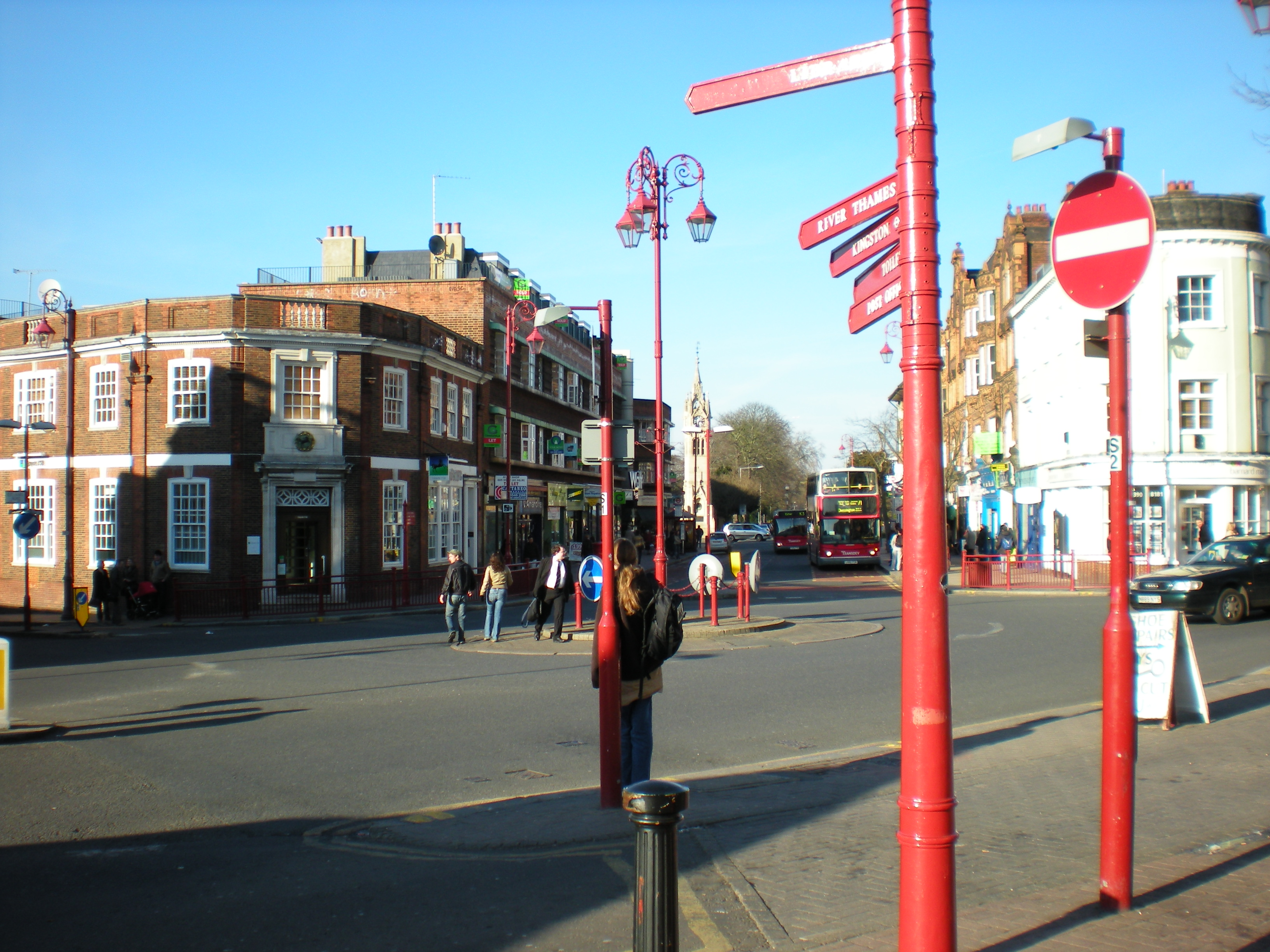
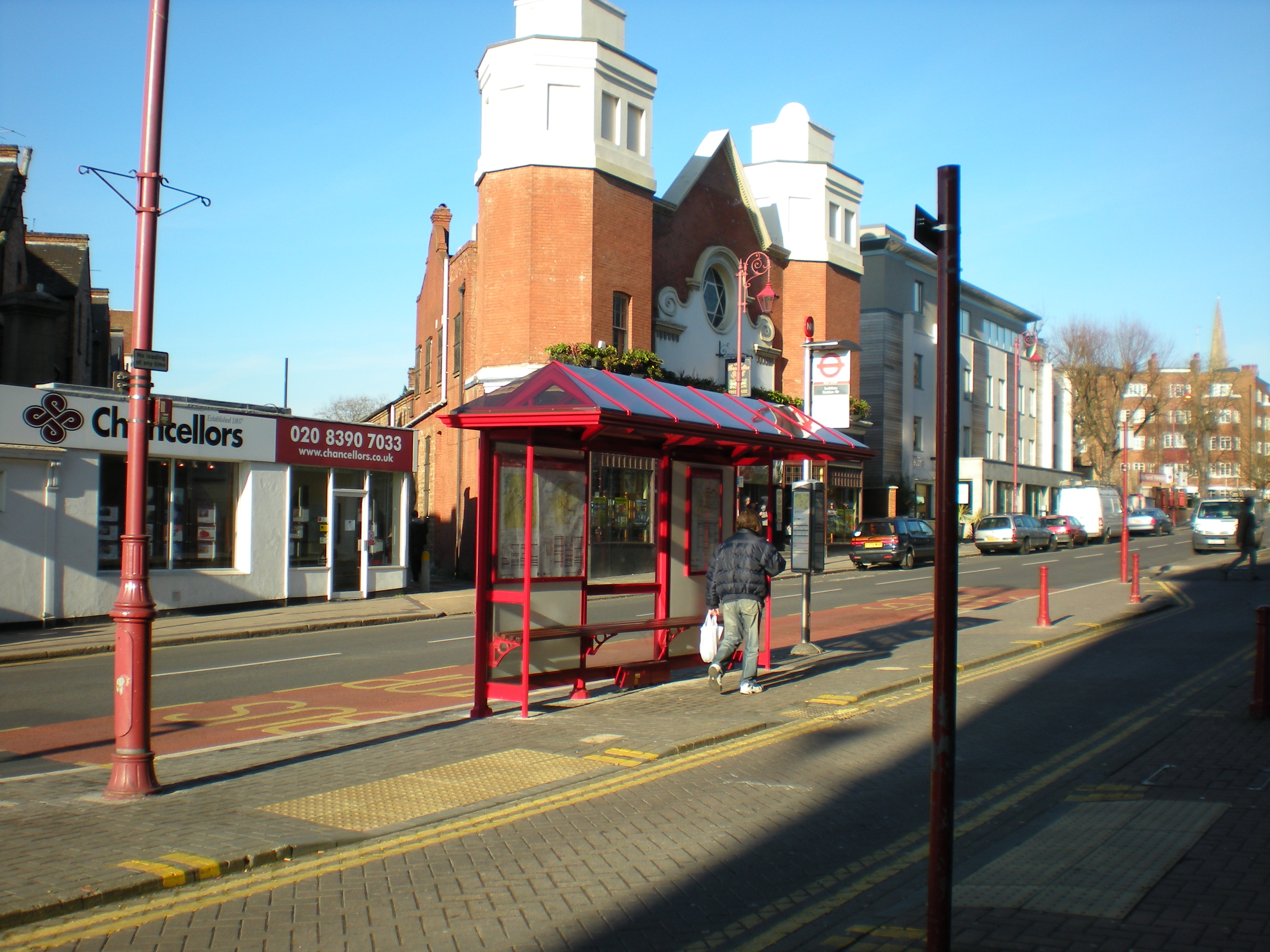
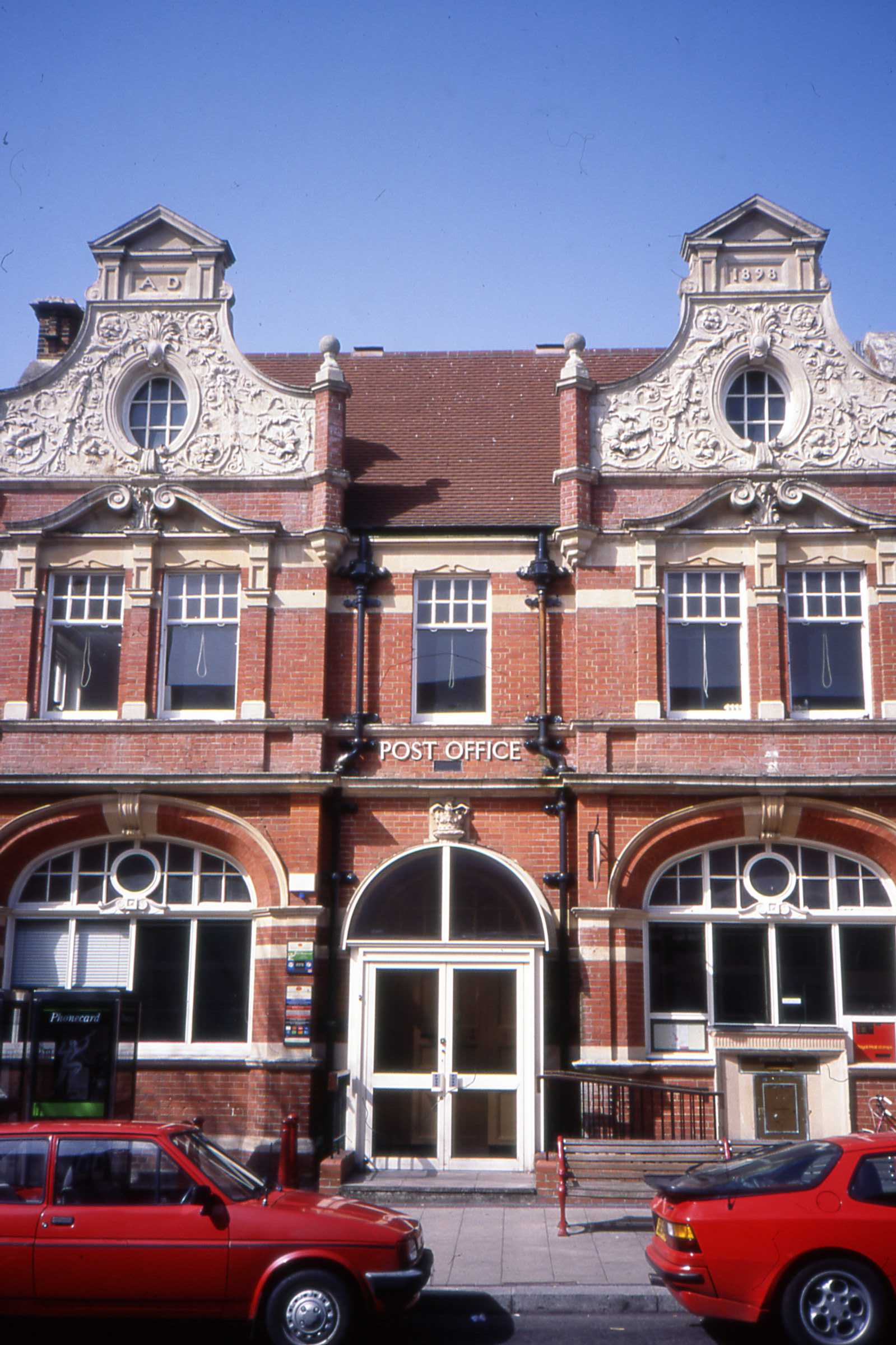
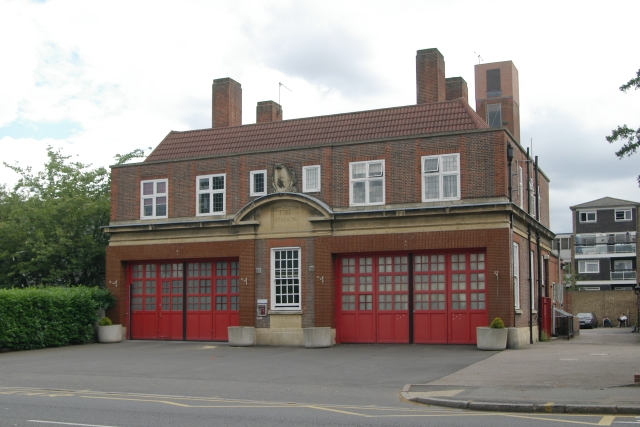